# Sun Chunlan
Sun Chunlan, född i maj 1950, är en kommunistisk kinesisk politiker på ledande nivå. Hon anses tillhöra den "sjätte generationen" av ledare i Kinas kommunistiska parti.
Sun blev yrkesverksam 1969 och gick med i Kinas kommunistiska parti 1973. Hon har tillbringats större delen av sin karriär i Liaoning, där hon innehaft positioner i provinsens kvinnofederation och fackföreningsförbund. Hon blev invald i centralkommittén i Kinas kommunistiska parti 2002 som suppleant och har varit ordinarie ledamot sedan 2007. På partiets 18:e kongress i november blev hon invald i politbyrån, där hon var en av endast två kvinnor.  Hon var partisekreterare i provinsen Fujian (2009 till 2012). Hon var sedan partisekreterare i Tianjin 2012-2014. Hon var då den enda sittande kvinnliga partisekreteraren i Kina och den andra kvinna som innehaft den positionen.